# Працівники за кольором комірця
Працівники за кольором комірця — позначення, прийняте в західній соціології для різних категорій осіб найманої праці. Білі комірці були названі так через сорочки з білими комірами, котрі були модними серед офісних працівників на початку та всередині 20 століття. Робітниками з блакитними комірцями називали людей,  що зазвичай носили міцний недорогий одяг, на якому не так помітне було легке забруднення, наприклад, блакитні джинсові тканини або джинсові сорочки. 
- Білі комірці — працівники розумової праці, службовці, чиновники, працівники апарату управління, менеджери, інженерно-технічний персонал;
- Рожеві комірці — працівники галузей соціальної інфраструктури, сфери обслуговування (продавці, офіціанти, працівники перукарень і салонів краси), де часто більшість персоналу становлять жінки;
- Сині, блакитні комірці — робітники, зайняті фізичною працею, переважно на великих підприємствах.
- Золоті комірці — це висококваліфіковані, мультидисциплінарні фахівці, що поєднують інтелектуальну працю з ручною працею синіх комірів. Озброєні вузькоспеціалізованими знаннями,  вони зазвичай займаються вирішенням проблем або складною технічною роботою в таких галузях, як І.Т., наукові дослідження та передова промисловість.

## Інші класифікації
Деякі категорії професій передбачають обов'язки, які підпадають під одну, декілька або ж жодну з перерахованих вище категорій. До таких належать:
- Веселкові комірці — працівники, що належать до ЛГБТ спільноти, які з більшою вірогідністю працюватимуть у сферах, не обмежених їх статтю.
- Червоні комірці — державні працівники всіх типів; що отримують зарплату з бюджетного "червоного чорнила". У Китаї це також стосується чиновників Комуністичної партії в приватних компаніях.[1]
- Нові комірці - працівники, які розвивають технічні та м'які навички, необхідні для роботи в сучасній індустрії технологій за допомогою нетрадиційних освітніх шляхів.[2][3] Термін був введений генеральною директоркою IBM Джіні Рометті наприкінці 2016 року та стосується професій із «середньою кваліфікацією» в галузі технологій, таких як аналітики з кібербезпеки, розробники додатків і спеціалісти з хмарних обчислень.
- Без комірців — митці та "вільні душі", які ставлять пристрасть та особистісне зростання над фінансовою вигодою. Цей термін був популяризований у реаліті-шоу «Survivor: Worlds Apart», де участників розділяли на групи за кольором комірців; також це стосується людей, які працюють, не керуючись мотивом заробітку.
- Помаранчеві комірці — працівники в'язниць, названі так через помаранчеві комбінезони, які зазвичай носять ув'язнені в США.[4]
- Зелені комірці — працівники широкого кола професій, що працюють у сфері довкілля та поновлюваних джерел енергії.
- Коричневі комірці — військовослужбовці.
- Червоногарячі комірці — працівники секс-індустрії.[4]
- Чорні комірці — працівники фізичної праці в галузях, де працівники зазвичай стають дуже брудними, наприклад, видобуток або буріння нафти[5][6]. Також використовується для опису працівників нелегальних професій.
- Відкриті комірці — працівники, які працюють з дому через Інтернет, або фрилансери.
- Золоті комірці — молоді робітники з низькою заробітною платою, які інвестують у помітну розкіш. Також відноситься до висококваліфікованих професіоналів у сферах з високим попитом, таких як лікарі, юристи, інженери, пілоти, актуарії та вчені.[7]
- Сірі комірці — робоча сила, яка не входять ні до білих, ні до блакитних. Іноді використовується для опису літніх людей, які працюють за віком до виходу на пенсію, а також тих професій, що містять елементи як синього, так і білого комірця.[8][9]
- Фіолетові комірці — кваліфіковані робітники, як правило, хто є білим і блакитним коміром, тобто зазвичай вони виконують інтелектуальну працю, але з регулярними функціями інженерів і техніків.[джерело?]